# قانون اساسی مراکش
قانون اساسی مراکش (به عربی: دستور المغرب)، مهمترین قانون کشور مراکش است که در تاریخ ۱۵ نوامبر ۱۹۵۹ تنظیم شده و سپس در سال ۱۹۶۰ شورای قانون اساسی ایجاد شد؛ و در نهایت در ۱۴ دسامبر ۱۹۶۲، یعنی شش سال پس از استقلال مراکش در زمان پادشاهی محمد پنجم به وسیله همه پرسی به تصویب رسید.